# 穆罕默德·那不斯
穆罕默德·那不斯（阿拉伯语：‎，1983年2月27日—2011年3月19日），利比亚博客作者及民间记者。
在 2011年利比亚起义的浪潮中，他在利比亚全国委员会所控制的地盘内创办了第一个私人电视台创建了利比亚自由电台。
在2011年2月19日，当他在报道关于卡扎菲政府部队企图对班加西恢复控制的时候，被卡扎菲部队的狙击手射杀。

## 背景
1983年出生于班加西，从Garyounis大学毕业后前往牛津大学。在他去世的时候，他已经与一个叫Perdita的人结婚，并且怀有一对双胞胎。他的一名17岁的家庭成员，被发现是2月17日班加西抗议活动的牺牲者之一。. 

## 新聞工作
全国公共广播电台执行官安迪·凯文评价那不斯是“利比亚公民记者的代表人物”。那不斯是众多国际媒体获取关于利比亚情况的主要来源之一。那不斯也是利比亚独立媒体”利比亚自由电台的创始人。Livestream.com.
那不斯的网上电台，利比亚自由电台, 是当穆阿迈尔·卡扎菲在2011年利比亚起义时切断了利比亚国内所有的互联网之后，唯一从班加西发布消息的广播电台。利用非法的卫星网络连接，那不斯可以突破政府的网络封锁以便将广播由班加西发送到全世界。作为在2011年利比亚起义时，于利比亚的一个独立观点，明镜周刊的记者克莱曼·豪斯评价那不斯“利比亚革命的时候最有价值的一个人”

## 外部連結
- مقتل الليبي الذي قاد جيشاً جنوده صور وأشرطة كانت ترعب القذافي （页面存档备份，存于）
- Libya Alhurra TV Official Libya Alhurra TV（英语：Libya Alhurra TV） Livestream
- In remembrance of Mohommed Nabbous ~ March 19 2011 （页面存档备份，存于） Tribute video
- A Tribute to Mohammad Nabbous （页面存档备份，存于） Tribute video
- ABC PM with Mark Colvin （页面存档备份，存于） Libyan journalist killed in Benghazi
- 多倫多星報 Libyan citizen journalist killed （页面存档备份，存于）